# Limnophora formosa
Limnophora formosa är en tvåvingeart som beskrevs av Shinonaga och Huang 2007. Limnophora formosa ingår i släktet Limnophora och familjen husflugor.
Artens utbredningsområde är Taiwan. Inga underarter finns listade i Catalogue of Life.